# Sân bay Gomel

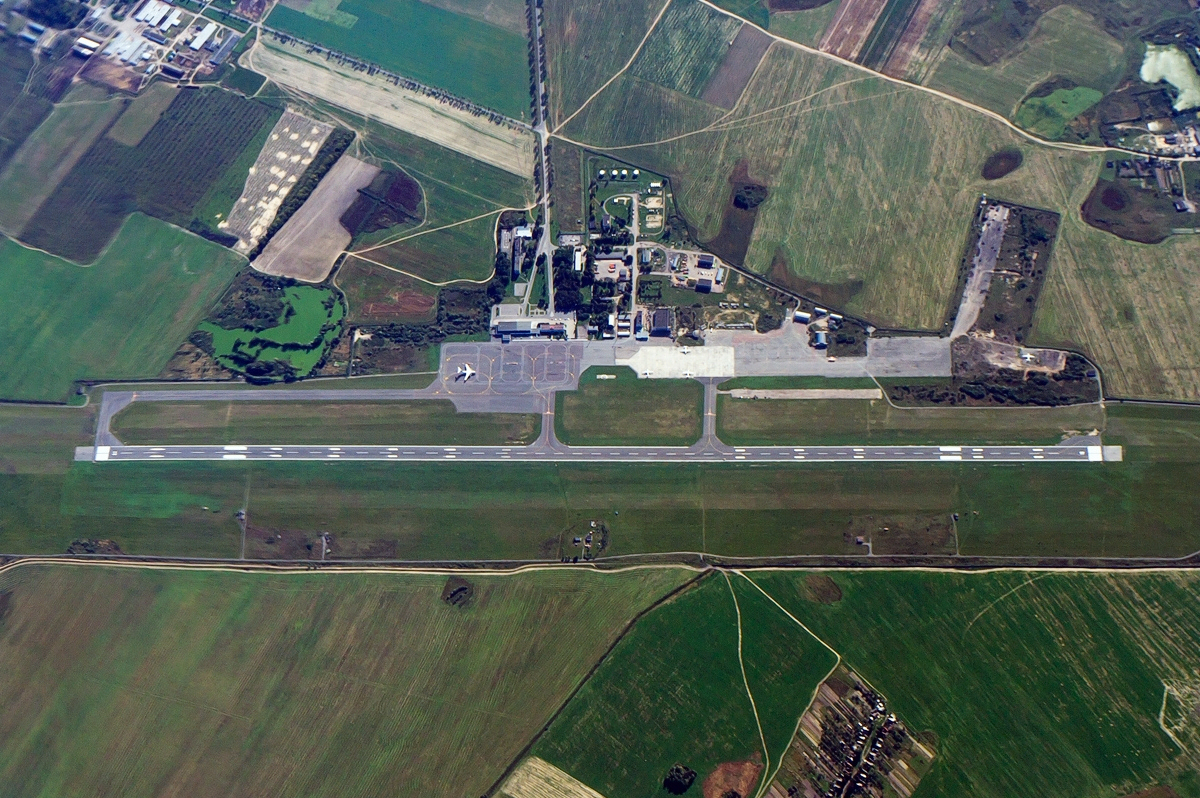
Hình ảnh được chụp trên bầu trời của sân bay Gomel

Sân bay Gomel (IATA: GME, ICAO: UMGG) là một sân bay nằm cách thành phố Gomel (thành phố lớn thứ 2 ở Belarus) 8 km. Sân bay Gomel được khai trương năm 1968.
Sân bay Gomel có một đường băng dài 2570 m.

## Các hãng hàng không và các tuyến điểm
Hiện có các hãng hàng không sau hoạt động tại sân bay Gomel với các tuyến điểm kết nối:
- Gomelavia (Grodno, Kaliningrad, Minsk, Mogilev, Moscow)